# Vila Rica do Espírito Santo
Vila Rica do Espírito Santo (Villa Rica del Spírictu Santo) foi uma cidade espanhola da Gobernación do Paraguai fundada por Ruy Díaz de Melgarejo durante o ano 1570 no centro do território então conhecido como Guayrá (estado do Paraná). Como resultado dos diversos translados de Vila Rica do Espírito Santo surgiu a atual cidade paraguaia de Villarrica. E na região das ruínas de Vila Rica do Espírito Santo surgiu a cidade de Fênix. 

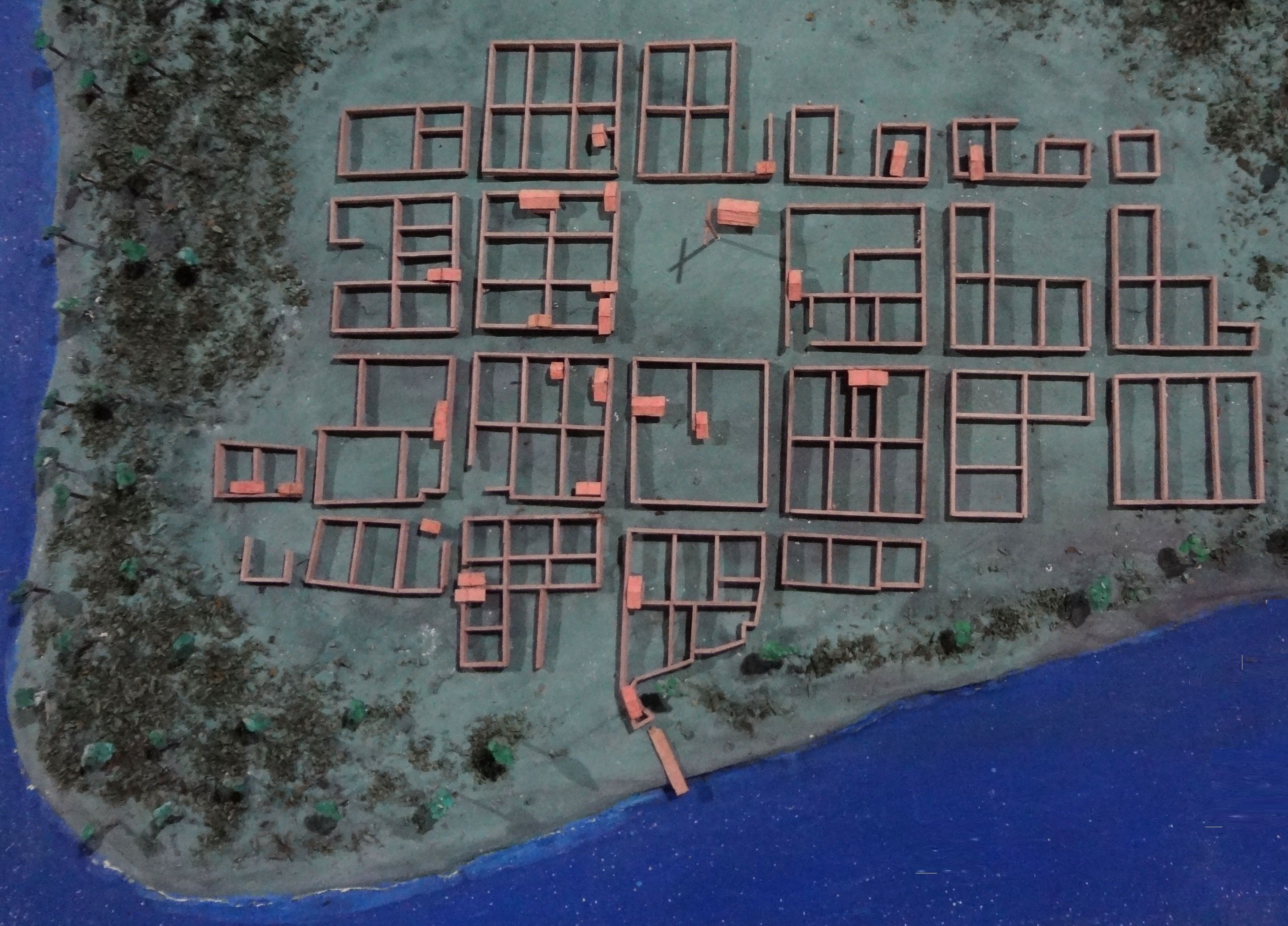
Maquete da Villa Rica del Spírictu Santo, no Parque Estadual Vila Rica do Espírito Santo, em Fênix, no Paraná.

## História
Por ordem do governador Juan de Garay e com o objetivo de fortalecer as posses espanholas nas zonas delineadas pelo Tratado de Tordesillas e na crença da existência de uma importante mina de ouro (em realidade o que se encontrou foi um depósito de ferro) o capitão espanhol Ruy Díaz de Melgarejo partiu a fins de 1569 de Assunção do Paraguai para o centro da região do Guayrá  também conhecida como A Pinería devido às abundantes florestas de Araucária (em espanhol: Pino Paraná, em guaraní: kurý, ou curí) e inclusive também chamado "Território dos Guayanas" pelo nome que se lhe dava à população indígena da região.
De Cidade Real do Guayrá Melgarejo partiu com 40 homens e 53 cavalos para realizar a fundação. O primeiro assentamento provisório dos espanhóis teria sido em 14 de maio de 1570 nas terras do cacique Cuarapará ( ou segundo as diversas transcrições: Cuarahyberá, Currauberá ou, Coraciberá) da tribo dos ybirayas, isto a 3 léguas das supostas minas e a 60 de Cidade Real. Este primeiro assentamento estaria nos campos entre as nascentes dos rios Piquirí e Ivaí, por onde passava o caminho que seguiriam Álvar Núñez Cabeça de Vaca e Hernando de Trejo em sua rota a Assunção (Caminho do Peabiru). Melgarejo ordenou construir uma igreja e uma fortaleza e depois traçou o povoado, cujas ruínas não foram achadas até hoje.

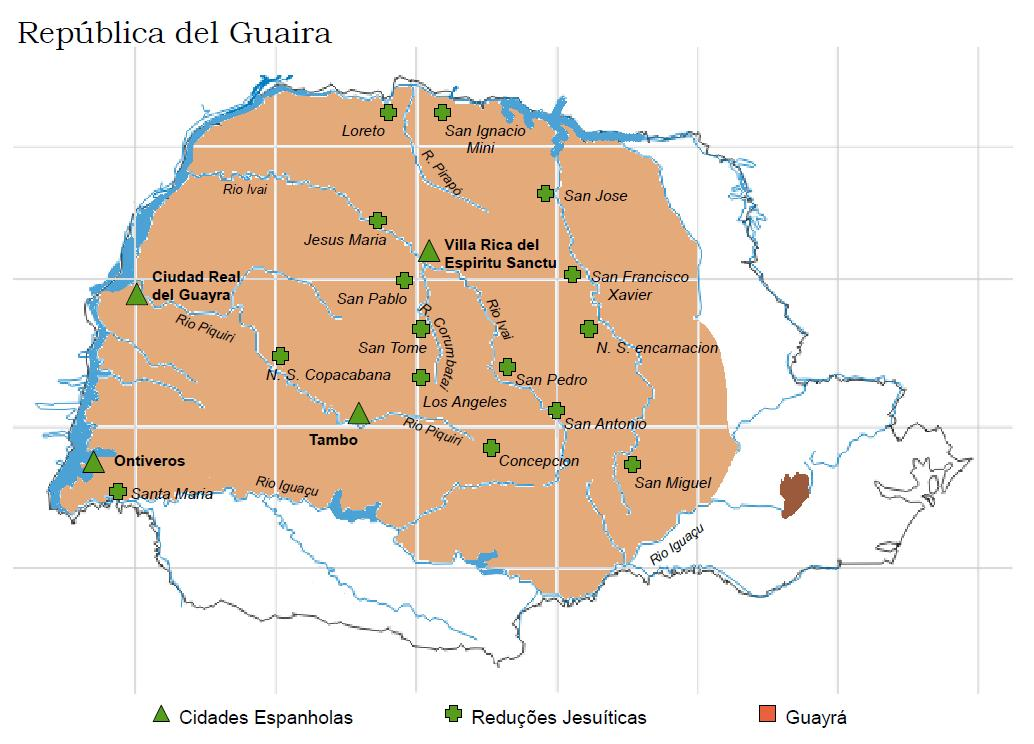
Guayra

Entre 1578 e 1595 Melgarejo decidiu estabelecer-se um pouco mais abaixo do encontro do Huybay ou Ibahy (rio Ivaí) com o Curumbatay, isto é nas coordenadas 23° 54′ 57″ S, 51° 58′ 42″ O

sobre a margem esquerda do Ivaí.
Esta cidade basicamente hispano-guaraní prosperou sob comando de um tenente, respondendo ao governo paraguaio, até que, durante uma expedição bandeirante que partiu de São Paulo, ao comando de Antonio Raposo Tavares, constituída por portugueses, brasileiros, mamelucos e indígenas tupís a sitiou durante seis meses. Os habitantes guaranis sobreviventes foram levados aos campos brasileiros como escravos, os espanhóis e mestiços hispanos sobreviventes se refugiaram ao oeste do rio Paraná, num novo lugar estabelecido o 20 de outubro de 1632. Depois de novos traslados, esta população deu origem à atual cidade paraguaia de Villarrica; uma parte dos refugiados também povoou a cidade de Santiago de Jerez na região do Itatín.
Em meados do século XX um grupo de colonos imigrantes europeus criou nas proximidades (uns 5 quilómetros ao sudoeste) das ruínas de Villa Rica do Espírito Santo a cidade e município de Fênix, depois em 1955 para proteger a bela paisagem natural e o interessante ecossistema bem como as ruínas fundou-se o Parque Estadual de Vila Rica do Espirito Santo.
As ruínas da cidade sobre o Ivaí foram achadas em 1770 e escavadas em 1865. Outras escavações foram feitas em 1959 e 1962.